# Andżelika Wójciková
Andżelika Wójciková (* 8. listopadu 1996 Lubin) je polská rychlobruslařka.
Ve Světovém poháru juniorů závodila od roku 2013, na juniorském světovém šampionátu premiérově startovala v roce 2015. Počátkem roku 2018 se poprvé představila na Mistrovství Evropy a následně nastoupila i do závodů seniorského Světového poháru. V roce 2020 vybojovala s polským družstvem bronzové medaile v týmovém sprintu na Mistrovství Evropy i světa. Na ME 2022 získala v týmovém sprintu zlatou medaili. Startovala na ZOH 2022 (500 m – 11. místo, 1000 m – 20. místo) a krátce poté získala stříbrnou medaili v týmovém sprintu na světovém šampionátu 2022. V sezóně 2021/2022 vyhrála celkové hodnocení Světového poháru v závodech v týmovém sprintu.